# Franco Nebbia
Franco Nebbia (Roma, 15 dicembre 1927 – Trieste, 30 ottobre 1984) è stato un musicista, conduttore radiofonico, attore, autore, giornalista e critico cinematografico italiano, fondatore del primo teatro cabaret italiano.

## Biografia
Iniziò la sua carriera come musicista jazz: nel 1949 con Carlo Loffredo fondò la Roman New Orleans Jazz Band (il nome stesso della band fu suggerito da Louis Armstrong che non di rado in quegli anni veniva a Roma per improvvisare una jam session con la band, la quale aveva debuttato suonando mentre sfilava per le vie di Roma, così come usavano fare le prime jazz band di New Orleans). Ottenne alcuni successi tra il 1950 e il 1963, quando le sue canzoni vennero interpretate da Domenico Modugno, Renato Rascel, Milva, Bruno Martino, Laura Betti, Miranda Martino e le gemelle Kessler. Merita di essere ricordata la sua Vademecum tango con testo di Enrico Vaime che nei primi anni sessanta fu sigla del programma TV del sabato sera L'amico del giaguaro su Rai 1. Vari artisti hanno provato in seguito a riproporre dei testi di canzone in latino. Due sue canzoni furono orchestrate da Ennio Morricone ("L'agente dell' FBI" e "Il fusto"). Nello stesso periodo fu pianista-bar della "Dolce vita" (suonando in locali esclusivi come "L'Hostaria  dell'Orso" di Roma) e del festival del cinema di Venezia (hotel "Principe di Savoia" ed "Excelsior"). Per molti anni fu un pianista bar italiano di successo.
All'inizio degli anni cinquanta, grazie all'incontro con il trio teatrale de I Gobbi (Alberto Bonucci, Vittorio Caprioli e Franca Valeri) iniziò la carriera di cabarettista musicale. (in quell'occasione fu l'autore delle musiche di scena da lui stesso eseguite dal vivo durante lo spettacolo). Compositore di brani impegnati, svolti sempre in chiave surreale, nel 1964 fonda a Milano il "Nebbia Club", locale alternativo rispetto al Derby, caratterizzato da una programmazione underground colta e graffiante. I testi degli spettacoli erano scritti spesso, oltre che da Nebbia stesso, da Enrico Vaime e moltissimi intellettuali spesso controcorrente come Umberto Eco, Luciano Bianciardi, Bruno Munari, Carmelo Bene, Dario Fo e tanti altri.
Nebbia e Enzo Jannacci erano stati comunque i primi ad inaugurare anche la lunga e prolifica stagione cabarettistica del "Derby club".
Dal 1969 al 1975, Franco Nebbia godette di grande popolarità a livello radiofonico quando venne improvvisamente chiamato dalla Rai a sostituire Enzo Tortora, epurato dalla stessa televisione di Stato, alla conduzione della popolare trasmissione Il gambero, un quiz controcorrente (definito "il quiz alla rovescia", perché il monte premi del concorrente si dimezzava a ogni sua risposta errata), che fu l'appuntamento del pranzo domenicale per le famiglie. Nel 1975 condusse, con Felice Andreasi e Anna Mazzamauro, le numerose puntate della trasmissione Quelli del cabaret. In quegli anni e fino alla sua scomparsa fu autore di programmi radiofonici di grande seguito, arrivando a scrivere e dirigere interi pomeriggi radiofonici della Rai di Milano (ad esempio Domenica con noi, che rimase in onda tutte le domeniche pomeriggio per diversi anni, con ospiti musicali, interviste a personaggi dello spettacolo, monologhi e canzoni cabarettistici scritti e interpretati dallo stesso Nebbia).
Il successo gli schiuse le porte del cinema, dove apparve in diversi film, e in televisione con alcuni sceneggiati. Nel 1982 partecipò, nelle vesti di regista e speaker, alla realizzazione del Corso di chitarra di Franco Cerri e Mario Gangi, pubblicato dal Gruppo Editoriale Fabbri.
Nebbia morì nel 1984, a 56 anni, per un infarto, durante le repliche de La signorina Pollinger al Politeama Rossetti di Trieste. Pochi mesi prima aveva vinto il premio Satira di Forte dei Marmi.

## Vita privata
La moglie Velia (Roma 1931 - Roma 2021) fu fotografa. La figlia Silvia è anch'essa attrice mentre il figlio Antonello gestisce un sito web.

## Discografia

### Album in studio
- 1966 – Una sera al "Nebbia Club" (CGD, FG 5026)
- 1972 – L'amore è una cosa pericolosa (Vedette,  VPA 8166)

### Singoli
- 1959 – Bella Roma/Un po' del tuo calore (RCA Custom R 1 - con Enzo Samaritani)
- 1959 – Bella Angelina/No, no, no, no (RCA Custom R 2 - con Enzo Samaritani)
- 1960 – L'agente dell'FBI/Il fusto (RCA Camden CP 98)
- 1961 – I giorni del silenzio/Le tue lettere (Carosello CL 20035)
- 1962 – Borsa cha cha cha/Vademecum tango (Jolly J 20165)
- 1975 – Vampiro Spa/Lady Pamela (Cinevox MDF 082)

## Filmografia

### Cinema
- Il tuo vizio è una stanza chiusa e solo io ne ho la chiave, regia di Sergio Martino (1972)
- Il cav. Costante Nicosia demoniaco ovvero: Dracula in Brianza, regia di Lucio Fulci (1975)
- La donna della domenica, regia di Luigi Comencini (1976)
- Oh, Serafina!, regia di Alberto Lattuada (1976)
- Torino violenta, regia di Carlo Ausino (1977)

### Televisione
- Antonio Meucci cittadino toscano contro il monopolio Bell, regia di Daniele D'Anza – miniserie TV (1970)

## Omaggi
- Alla sua memoria è dedicato il festival di cabaret italiano "premio Nebbia", organizzato dal Rotary, sotto la direzione artistica di Cesare Gallarini, che si tiene dal 2007 al Teatro Manzoni di Milano a scopo di beneficenza.